# Lac du Magyar
Le lac du Magyar est un plan d’eau douce du bassin versant de la rivière Pépeshquasati (bassin versant de la rivière Rupert), dans Eeyou Istchee Baie-James (municipalité), dans la région administrative du Nord-du-Québec, dans la province de Québec, au Canada.
La surface du lac du Magyar est habituellement gelée de la fin octobre au début mai, toutefois la circulation sécuritaire sur la glace se fait généralement de la mi-novembre à la fin d'avril.

## Géographie
Les principaux bassins versants voisins du lac du Magyar sont :
- côté nord : rivière Tichégami, rivière Eastmain, lac Hippocampe ;
- côté est : rivière Toco, rivière Takwa, rivière Témis, rivière Camie, rivière Témiscamie ;
- côté sud : rivière Pépeshquasati, rivière Chéno, rivière Kapaquatche, lac Léotard, rivière Takwa ;
- côté ouest : rivière Pépeshquasati, lac Pépeshquasati, rivière Tichégami, rivière Mémeshquasati, lac Baudeau.

Situé au Nord-Est du lac Mistassini et à l’Est des monts Tichégamimi, le lac du Magyar comporte une superficie de 2,76 km2. Ce lac comporte une longueur de 4,4 km, une largeur maximale de 1,4 km et une altitude de 689 m. Ce lac est entouré au Sud-Est et au Sud-Ouest par des fondrières à filaments. Il est aussi entouré de quelques petites zones de marais.
Le lac du Magyar comporte une seule île, située au Sud du lac. Il comporte aussi une baie s’étirant sur 1,1 km vers le Nord-Est, laquelle est délimitée au Sud-Ouest par une presqu’île s’étirant sur 0,4 km vers le Nord.
L’embouchure du lac du Magyar est localisée sur la rive Ouest du lac, soit à :
- 15,7 km à l’Est de l’embouchure du lac de tête (lac non identifié) de la rivière Pépeshquasati ;
- 8,4 km au Nord-Est de la confluence de la décharge du lac du Magyar avec la rivière Pépeshquasati ;
- 4,8 km au Nord de la source de la rivière Chéno ;
- 9,5 km au Sud-Ouest de la source de la rivière Kapaquatche ;
- 51,5 km au Nord-Est de l’embouchure de la rivière Pépeshquasati (confluence avec le lac Mistassini) ;
- 184,7 km au Nord-Est du centre-ville de Mistissini (municipalité de village cri) ;
- 477,8 km au Nord-Est de la confluence de la rivière Eastmain et de la baie James[1].

À partir de l’embouchure du lac du Magyar, le courant emprunte sur 9,3 km la décharge du lac jusqu’à sa confluence avec la rivière Pépeshquasati. De là, cette dernière coule sur 44,5 km généralement vers le Sud-Ouest jusqu’à sa confluence avec le lac Mistassini.

## Toponymie
Plusieurs tourbières de la zone du lac Magyar ont été étudiées en 1963 par un groupe de géologues. Ces derniers complétaient ainsi des travaux de groupes antérieurs, dans l’objectif de produire le rapport géologique de la région Toco-Témiscamie ; ce rapport a finalement été publié en 1965.
Cette désignation toponymique a été attribuée en l’honneur de l'assistant-géologue Peter David de l'Université McGill, d'origine hongroise, un des membres de cette dernière équipe d’expédition géologuique. D’origine hongroise, le terme « Magyar » qualifie un peuple de langue finno-ougrienne établi dans la vallée du fleuve Danube au IXe siècle, formant au XXIe siècle la majorité de la population hongroise ; le peuple hongrois s'appelle, dans sa langue, précisément magyar. « Magyarország » est, en langue hongroise, le nom de la Hongrie
Le toponyme "lac du Magyar" a été officialisé le 5 décembre 1968 par la Commission de toponymie du Québec, soit à la création de la commission.